# Kamna Gorica
Kamna Gorica – wieś w Słowenii, w gminie Radovljica. W 2018 roku liczyła 530 mieszkańców.